# 尚吉巴南區
尚吉巴南區是坦尚尼亞31個区之一，面積854平方公里。 尚吉巴南區南邊與印度洋接壤，東北與尚吉巴北區相鄰，西北與尚吉巴西區相接。
2012年，尚吉巴南區的人口總數為94,504人。 